# Andreas Georgi
Andreas A. Georgi (* 17. Mai 1957 in Bremen) ist ein deutscher Bankmanager.
Er studierte nach einer Banklehre Wirtschaftsingenieurwesen an der TH Darmstadt und promovierte von 1983 bis 1985 in Finanz- und Steuerrecht.
Seit 1986 arbeitete er bei der Dresdner Bank, von 1988 bis 1990 als Vorstandsassistent von Kurt Morgen. 1993 trat Georgi als Generalbevollmächtigter in die Privatbank Reuschel & Co. ein. 1994 wurde er dessen persönlich haftender Gesellschafter. Ab 1. Mai 2000 war er zuständiger Vorstand für „Privat- und Geschäftskunden“ (Private & Corporate Clients, PCC) der Dresdner Bank. Im Januar 2009 schied er aus dem Vorstand aus.
Er ist Honorarprofessor der Ludwig-Maximilians-Universität München und Aufsichtsratsmitglied der Oldenburgische Landesbank, der Asea Brown Boveri, der Felix Schoeller Holding GmbH & Co. KG, der Rheinmetall AG und der RWE Dea AG.